# Rittergut Hausen

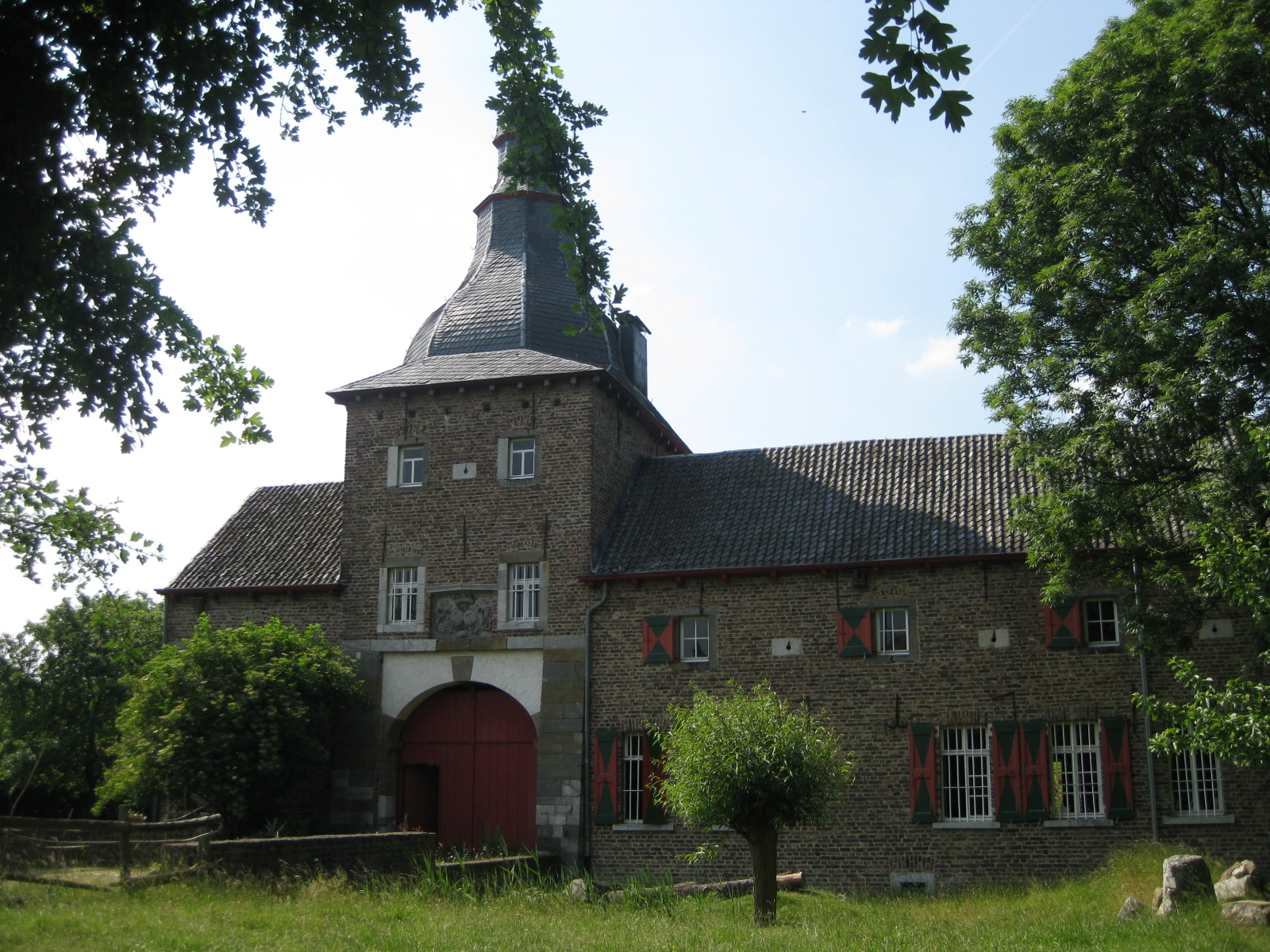
Ein Vorburgflügel des Ritterguts Hausen, in Brand wieder aufgebaut

Das Rittergut Hausen war ein Rittergut auf dem heutigen Gebiet der Stadt Eschweiler in der Städteregion Aachen. Das Anwesen lag zwischen den ehemaligen Ortschaften Erberich und Langendorf in der Nähe des heutigen Blausteinsees. Zur Franzosenzeit Anfang des 19. Jahrhunderts gehörte es zur Mairie Froenhofen. Das Gut wurde wegen des Tagebaus Zukunft in den 1970er Jahren abgerissen. Ein Teil der Vorburg wurde abgetragen und nach Aachen-Brand transloziert.

## Geschichte

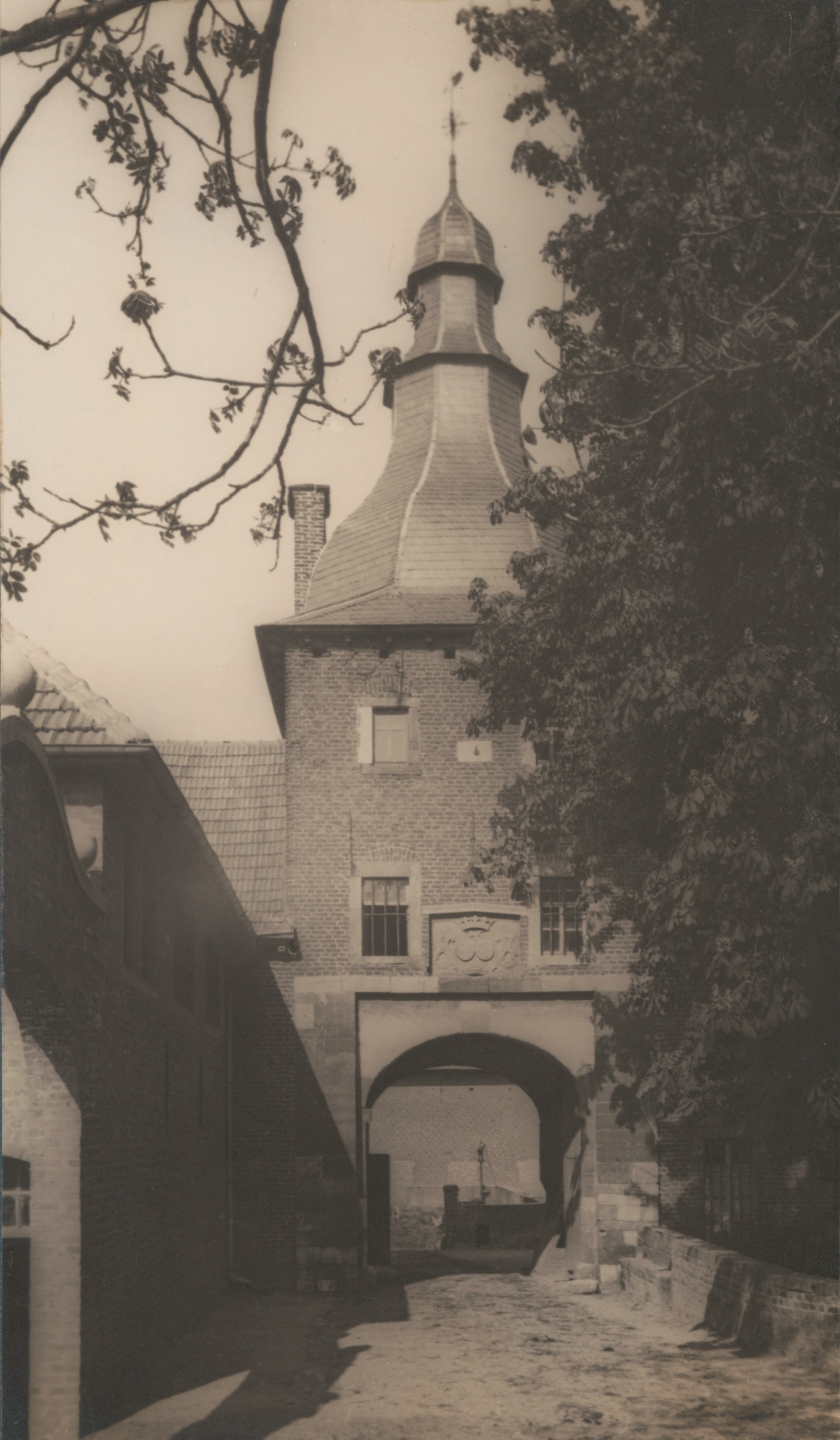
Der Torturm des Ritterguts 1915

Das Gut existierte schon im 13. Jahrhundert und befand sich bis 1374 im Besitz der Familie Bruch von Hausen, deren Stammsitz es war. Später besaß es die Familie von Sin(t)zig. Der Witwe Katharina von Erp, verheiratete von Sinzig, diente das Gut als Leibzucht, ehe es ihr Sohn Wilhelm erbte. Anschließend kam der Besitz an Heinrich von Haittert. Im Jahr 1480 war Gut Hausen im Besitz des Stefan von Siegenhofen genannt Astel, ehe es 1485 an die Raitz von Frentz kam. 80 Jahre später kaufte es 1565 die Familie Huyn von Amstenrath, und 1645 war der Graf Huyn von Geleen Besitzer des Guts. Ihm folgten später die Fürsten von Salm-Kyrburg.
Anfang des 18. Jahrhunderts erwarb Maria Anna von Blanckart, Freifrau von Hochsteden, das Rittergut und ließ ab 1716 die vierflügelige Vorburg neu errichten. Ihre Tochter brachte das Anwesen durch Heirat an die Familie von Fürstenberg, die noch Anfang des 20. Jahrhunderts Eigentümerin war. Zu jener Zeit war das gotische Herrenhaus schon nur noch als Ruine vorhanden. Sie stand südöstlich der von Wassergräben umgebenen Vorburg und war mit dieser in früherer Zeit durch eine Zugbrücke verbunden. Das Gebäude besaß einen etwa 12 × 12 Meter messenden, quadratischen Grundriss. Der westliche Teil der Nordwest-Fassade war durch einen Risalit gekennzeichnet, hinter dem sich ein Treppenhaus verbarg. Das Kellergeschoss besaß ein Tonnengewölbe. Die Vorburg brannte im Jahr 1914 nieder, nur der Torturm und ein sich anschließender Wohntrakt blieben erhalten. Gemäß testamentarischer Verfügung von Franz Egon von Fürstenberg-Stammheim erbte bei seinem Tod am 25. Mai 1925 sein Verwandter Rudolf von Fürstenberg-Körtlinghausen den Besitz.
1973 musste das Rittergut dem Tagebau Zukunft weichen. Ein Teil des südwestlichen Vorburgflügels wurde jedoch nicht niedergelegt, sondern abgebaut und südlich des Friedhofs im Aachener Stadtteil Brand wieder aufgebaut. Sein heutiger Standort findet sich bei 50° 45′ 6,9″ N, 6° 10′ 22,1″ O. An die damalige Lage des Guts erinnert der Weiler Hausen auf dem Gebiet der Gemeinde Aldenhoven. Am 18. Mai 1994 wurde dort ein Gedenkstein für das Rittergut aufgestellt.

## Beschreibung
Das Backsteingebäude am heutigen Standort ist der Teil des einstigen Eingangsflügels der Vorburg, dessen Maueranker ihn auf das Jahr 1717 datieren. Das rundbogige Portal befindet sich in einem dreigeschossigen Torturm, der von einer achteckigen Haube abgeschlossen ist. Er weist mit seiner hellen Eckquaderung die für das Jülicher und Limburger Land typische Gestalt eines Torbaus auf. Ein großer Wappenstein über dem Eingangstor mit dem Allianzwappen Hochsteden-Blanckart und der Jahreszahl 1716 weist Maria Anna von Blanckart als Bauherrin aus. Über die gesamte Front sind einige Schießscharten verteilt. Im ersten Obergeschoss der Torturms befindet sich das sogenannte Grafenzimmer. Es besitzt einen Kamin aus Blaustein in einfachen Renaissanceformen.